# Olimpiai park állomás
Olimpiai park állomás metróállomás a szöuli metró 5-ös és 9-es vonalán, Szongpha-ku (Songpa-gu) kerületben. Az állomás 2018. december 1-jén lett a 9-es metró állomása.

## Viszonylatok
| 5-ös vonal                                            | 5-ös vonal                | 5-ös vonal                                        |
| ----------------------------------------------------- | ------------------------- | ------------------------------------------------- |
| Tuncshon-tong (Duncheon-dong) Panghva (Banghwa) felé  | Macshon (Macheon) szakasz | Pangi (Bangi) Macshon (Macheon) felé              |
| 9-es vonal                                            |                           |                                                   |
| Hanszong Pekcse (Hanseong Baekje) Kehva (Gaehwa) felé | személyvonat              | Tuncshon–Orjun (Dunchon Oryun) Veteránkórház felé |
| 9-es vonal                                            |                           |                                                   |
| Szokcshon (Seokchon) Kimpho (Gimpo) repülőtér felé    | expresszvonat             | Veteránkórház végállomás felé                     |